# ضرعاء ذهبية
ضرعاء ذهبية (الاسم العلمي:Mammillaria aurea) هي نوع غير مؤكد من النباتات يتبع جنس الضرعاء من الفصيلة الصبارية.